# Andrea Kühn
Andrea Kühn (* 17. Dezember 1970 in Budapest) ist eine deutsche Neurologin und Neurowissenschaftlerin im Bereich Bewegungsstörungen und Neuromodulation an der Berliner Charité.

## Leben
Andrea Kühn studierte von 1990 bis 1998 (ab 1993 unter Förderung der Studienstiftung des deutschen Volkes) Humanmedizin an der Charité, Humboldt-Universität zu Berlin und der Universität Nancy I in Frankreich. 1998 promovierte sie an der Charité Berlin zum Dr. med. mit der Arbeit Magnetische Reizung des motorischen Kortex des Menschen: Topographie und Stromrichtungsabhängigkeit kortikospinal und kallosal vermittelter Reizeffekte, 2000 erhielt sie ihre Approbation als Ärztin. Von 2002 bis 2007 arbeitete sie als Postdoktorandin bei Peter Brown am Institute of Neurology, Sobell Department of Motor Neuroscience and Movement Disorders des University College London. 2006 erwarb sie die Gebietsbezeichnung (Facharzt) für Neurologie. 2007 wurde sie Leiterin der klinischen Arbeitsgruppe Bewegungsstörungen und stellvertretende Leiterin der Spezialambulanz für Bewegungsstörungen an der Charité und im gleichen Jahr Juniorprofessorin für neurologische Bewegungsstörungen an der Klinik für Neurologie der Charité. Seit 2010 ist sie Oberärztin an der Klinik für Neurologie, im gleichen Jahr wurde sie Leiterin einer klinischen Forschergruppe der Deutschen Forschungsgemeinschaft. 2012 wurde Kühn W2-Professorin an der Klinik für Neurologie der Charité.
Kühn erhielt 2016 eine W3-Professur an der Charité und übernahm die Leitung der am Campus Mitte neu gegründeten Sektion für Neuromodulation und Bewegungsstörungen an der Klinik für Neurologie. 2020 wurde sie Sprecherin des Transregio Sonderforschungsbereichs 295 Retune in Kooperation mit dem Universitätsklinikum Würzburg, dem Universitätsklinikum Düsseldorf, der Universität Rostock sowie der Hebräischen Universität Jerusalem. Kühns Schwerpunkt liegt sowohl klinisch als auch wissenschaftlich in der Behandlung von Bewegungsstörungen mit dem Verfahren der tiefen Hirnstimulation.

## Wirken
Kühns Arbeitsgruppe befasst sich im Schwerpunkt mit der Charakterisierung von Physiomarkern in lokalen Feldpotentialen bei Patienten mit Bewegungsstörungen wie dem idiopathischen Parkinsonsyndrom. Grundstein für die Forschung stellt pathologisch erhöhte Synchronisierung im beta-Frequenzbereich der Basalganglien-Kortex-Schleife dar. Dieser Physiomarker korreliert mit der Symptomschwere von bradykinetischen und rigiden Symptomen der Parkinson-Krankheit und gilt mittlerweile als etabliert. Andrea Kühns Arbeiten in Zusammenarbeit mit Peter Brown gelten hierfür als wegbereitend. Hierauf aufbauend beschäftigt sich die Arbeitsgruppe mit der Entwicklung von sog. closed-loop Systemen im Bereich der tiefen Hirnstimulation. Hierbei kommen multimodale moderne Verfahren zum Einsatz, beispielsweise die invasive Ableitung von subkortikalen und kortikalen (Elektrokortikographie) Feldpotentialen. Darüber hinaus beschäftigt sich Kühns Gruppe methodisch mit Elektroenzephalographie, funktioneller Magnetresonanztomographie, diffusionsgewichteter Fasertraktographie und struktureller Magnetresonanztomographie.

## Auszeichnungen (Auswahl)
- 1993–1998: Stipendiatin der Studienstiftung des deutschen Volkes
- 2002: Postdoktorales Fellowship (Deutscher Akademischer Austauschdienst)
- 2004: Habilitationsstipendium Rahel Hirsch (Charité – Universitätsmedizin Berlin)
- 2008: Else Kröner Memorial Stipendium (Else Kröner-Fresenius-Stiftung)
- 2014: High 5 Award Medtronic (International Parkinson and Movement Disorder Society)
- 2015: Richard-Jung-Preis für Klinische Neurophysiologie (Deutsche Gesellschaft für Klinische Neurophysiologie)
- 2017: Dingebauer-Preis für Parkinsonforschung (Deutsche Gesellschaft für Neurologie)
- 2025: Aufnahme als Mitglied der Sektion Neurowissenschaften in die Nationale Akademie der Wissenschaften Leopoldina

## Publikationen (Auswahl)
- B. Al-Fatly, S. Ewert, D. Kübler, D. Kroneberg, Andreas Horn, Andrea A. Kühn: Connectivity profile of thalamic deep brain stimulation to effectively treat essential tremor. Brain. 2019; pii: awz236. DOI:10.1093/brain/awz236.
- Andreas Horn, Gregor Wenzel, F. Irmen, Julius Hübl, N. Li, Wolf-Julian Neumann, P. Krause, G. Bohner, M. Scheel, Andrea A. Kühn: Deep Brain Stimulation induced normalization of the human functional connectome in Parkinson’s Disease. Brain 2019. doi:10.1101/537712 IF 11.814
- R. Lofredi, Wolf-Julian Neumann, A. Bock, Andreas Horn, Julius Hübl, S. Siegert, Gerd-Helge Schneider, J. K. Krauss, Andrea A. Kühn: Dopamine- dependent scaling of subthalamic gamma bursts with movement velocity in patients with Parkinson's disease. Elife. 1. Februar 2018; 7. pii: e31895. doi:10.7554/eLife.31895.
- Wolf-Julian Neumann, Andreas Horn, S. Ewert, Julius Hübl, Christof Brücke, C. Slentz, Gerd-Helge Schneider, Andrea A. Kühn: A localized pallidal physiomarker in cervical dystonia. Ann Neurol. 2017 Dec;82(6):912-924.
- E. A. Accolla, Ruiz M. Herrojo, Andreas Horn, Gerd-Helge Schneider, T. Schmitz-Hübsch, B. Draganski, Andrea A. Kühn: Brain networks modulated by subthalamic nucleus deep brain stimulation. Brain. 2016; 139(Pt 9):2503-15.
- Wolf-Julian Neumann, A. Jha, A. Bock, Julius Hübl, Andreas Horn, Gerd-Helge Schneider, T. H. Sander, V. Litvak, Andrea A. Kühn: Cortico-pallidal oscillatory connectivity in patients with dystonia. Brain 2015; 138(Pt 7):1894-906.
- E. Barow, Wolf-Julian Neumann, C. Brucke, Julius Hübl, Andreas Horn, Peter Brown, J. K. Krauss, Gerd-Helge Schneider, A. A. Kuhn: Deep b stimulation suppresses pallidal low frequency activity in patients with phasic dystonic movements. B 2014;137(Pt 11):3012-24.